# 拉格朗日 (阿肯色州)
拉格朗日（英語：LaGrange）是一個位於美國阿肯色州李縣的城鎮。

## 地理
拉格朗日的座標為34°39′20″N 90°44′02″W / 34.65556°N 90.73389°W，而該地的平均海拔高度為66米（即217英尺）。

## 人口
根據2020年美國人口普查的數據，拉格朗日的面積為0.39平方千米，皆為陸地。當地共有人口52人，而人口密度為每平方千米133人。